# Zaluzianskya capensis
Zaluzianskya capensis är en flenörtsväxtart som först beskrevs av Carl von Linné, och fick sitt nu gällande namn av Wilhelm Gerhard Walpers. Zaluzianskya capensis ingår i släktet Zaluzianskya och familjen flenörtsväxter. Inga underarter finns listade i Catalogue of Life.